# 張叡恩
张叡恩（2004年12月9日—），
藝名為J（中文：婕怡，韓語：재이），是韩国女歌手，於2020年以High Up娱乐旗下女团STAYC出道，担任官方視覺成員、副唱以及忙内。

## 活動經歷
- 曾在大田GB ACADEMY上课训练，初一时进入JYP娱乐成为练习生，练习期三年。

- 2019年，试镜后加入High Up娱乐练习。

- 2020年11月12日，發行首張單曲專輯《Star To A Young Culture》，主打《SO BAD》，以女團STAYC成員出道，並且擔任官方副唱以及忙内。[14]

- 2021年4月8日，發行第二張单曲專輯《STAYDOM》，以主打〈ASAP〉回归。
- 2021年9月6日，發行第一張迷你專輯《STEREOTYPE》，以主打〈색안경 (STEREOTYPE)〉回歸。
- 2022年2月21日，發行第二張迷你專輯《YOUNG-LUV.COM》，以主打〈RUN2U〉回歸。
- 2022年7月19，發行第三張單曲專輯《WE NEED LOVE》，以主打〈BEAUTIFUL MONSTER〉回歸。
- 2022年11月23日，發行首張日文單曲《POPPY》，以主打〈POPPY〉於日本出道。

## 外部連結
STAYC
- STAYC的韓國官方網站 （页面存档备份，存于）
- STAYC的Fancafe （页面存档备份，存于）
- STAYC的X（前Twitter）
- STAYC的Instagram帳戶
- STAYC的Facebook專頁
- STAYC的YouTube頻道 （页面存档备份，存于）
- STAYC的VLive （页面存档备份，存于）
- STAYC的TikTok
- STAYC的Naver Post

High Up娛樂
- High Up娛樂的官方網頁 （页面存档备份，存于）
- High Up娛樂的X（前Twitter）
- High Up娛樂的Instagram帳戶
- High Up娛樂的Facebook專頁
- High Up娛樂的Naver Post （页面存档备份，存于）
- YouTube上的High Up娛樂頻道